# Милан Зец
Милан Зец (Врточе, код Петровца, 1919 — Ваљево) био је учесник Народноослободилачке борбе, мајор ЈНА и носилац Партизанске споменице.

## Биографија
Милан Зец је рођен 1919. године у Врточу (заселак Кула), код Петровца, од оца Илије и мајке Софије Пилиповић Зекановић из Врточа, која је била Илијина друга жена. Илија је седам година био у аустроугарској војсци и био је унапређен. Страдао је 1943. године у збјегу. Милан је одрастао у вишечланој породици са четири брата и четири сестре. Потиче из земљорадничке породице, од врточких Зечева који славе Ђурђевдан. Женио се два пута. Први пут, био је ожењен Даром Радошевић Чардаклић (Чардаклија) из Врточа, са којом је добио сина Драгана. Дара и Драган су умрли од тифуса у снијегом заметеној планини почетком 1943. године. Други пут оженио је Љубицу Марчетић из Тукова код Приједора и са њом је добио ћерку Душанку и сина Душана.
По окупацији Југославије, Милан се укључио у припреме оружаног устанка 27. јула 1941. Од првих дана учествовао је у устаничким и герилским акцијама, са карабином којег се домогао у борбама. Рат је провео као припадник Треће крајишке бригаде. Био је средњег раста, а темељита стаса, вриједан и одговоран.
У КПЈ је примљен 1942. године. Учесник је Битке на Сутјесци. Током рата рањен је два пута.
У рату је обављао више дужности. Почетком рата био је борац врточке чете (тада 4. чете петровачког батаљона, касније 2. чете 1. батаљона Треће крајишке бригаде). Након тога обављао је дужности комесара чете, командира чете, те комесара батаљона.
Након рата служио је као официр у ЈНА. Пензионисан је у чину мајора.
Више пута је одликован. Носилац је Партизанске споменице 1941.
Умро је у Ваљеву.